# 立花車站 (兵庫縣)
立花站（日语：／ Tachibana eki */?）位于日本兵庫縣尼崎市立花町，是西日本旅客鐵道（JR西日本）管辖的鐵路車站。

## 历史
- 1932年7月 - 计划在七松、水堂交界处设置新站，立花村委员会想铁道省提出请愿设站[2]。
- 1933年
  - 7月 - 土地规划与配套资金到位，决定新设车站。
  - 11月 - 站前开发开始。
- 1934年7月20日 - 随着日本国有铁道东海道本线神崎站（現在的尼崎站）至西之宫站（現在的西宮站）开业，本站投入运营。
- 1970年10月 - 现有的上跨式站房改建。
- 1987年4月1日 - 国铁分割民营化后成为JR西日本车站。
- 1988年3月13日 - 线路爱称制定，开始使用神户线的名称。
- 1995年
  - 1月17日 - 阪神大地震导致列车停运。
  - 1月19日 - 尼崎站至甲子园口站间恢复运行。
- 2003年
  - 10月12日 - 直梯投入使用。
  - 11月1日 - 本站支持使用ICOCA。
- 2018年3月12日 - 开始使用车站编号[3]。

## 车站结构
岛式月台2面4線的地面車站，設有跨站式站房。
此站是蘆屋站管辖的直营站。

### 月台配置
| 月台 | 路線     | 方向 | 軌道   | 目的地                     |
| ---- | -------- | ---- | ------ | -------------------------- |
| 1    | JR神户线 | 下行 | 外側线 | （站台关闭，仅供列车通过） |
| 2    | JR神户线 | 下行 | 内側线 | 三之宮、姬路方向           |
| 3    | JR神户线 | 上行 | 内側线 | 尼崎、大阪、北新地方向     |
| 4    | JR神户线 | 上行 | 外側线 | （站台关闭，仅供列车通过） |

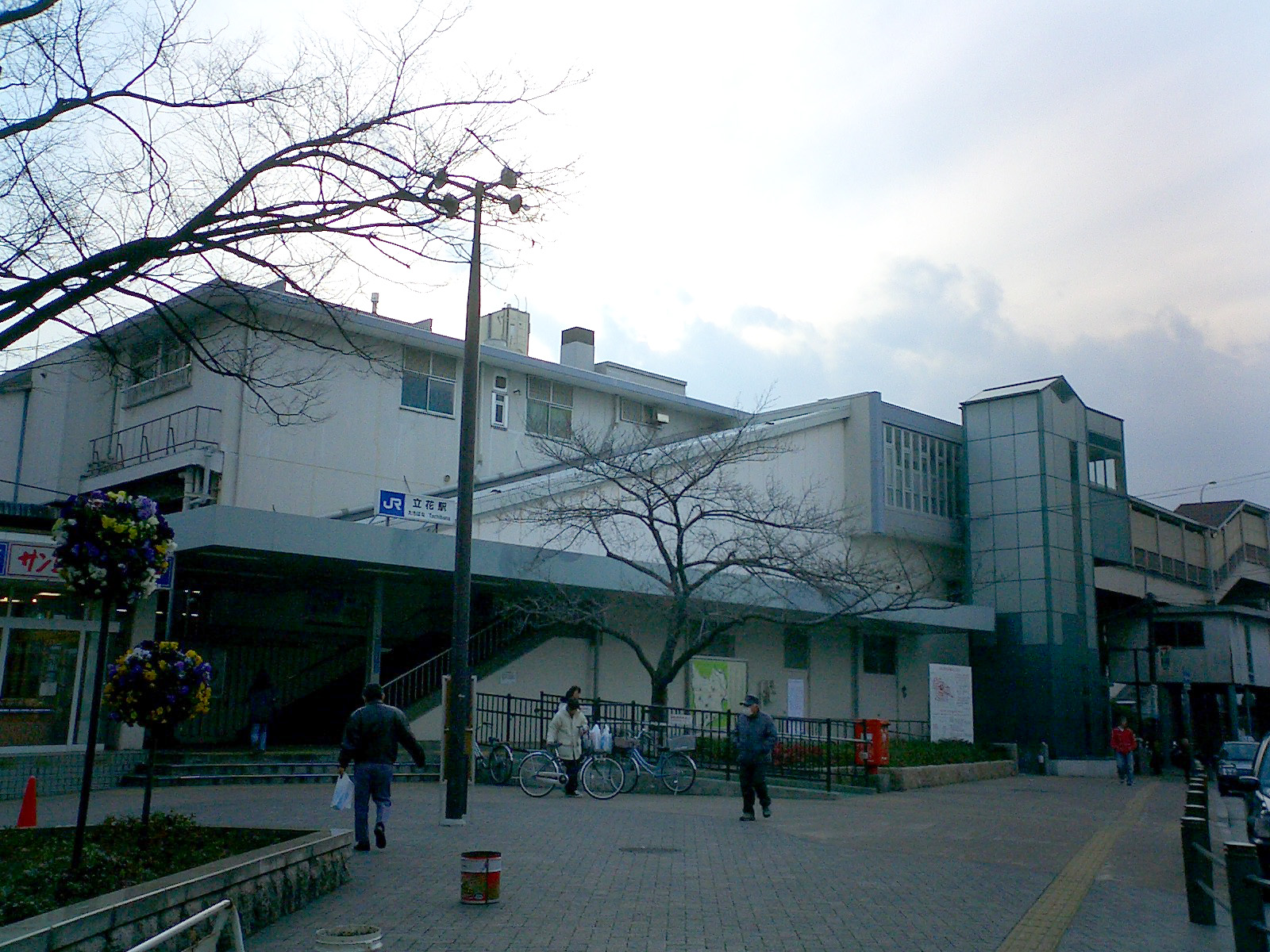
北口
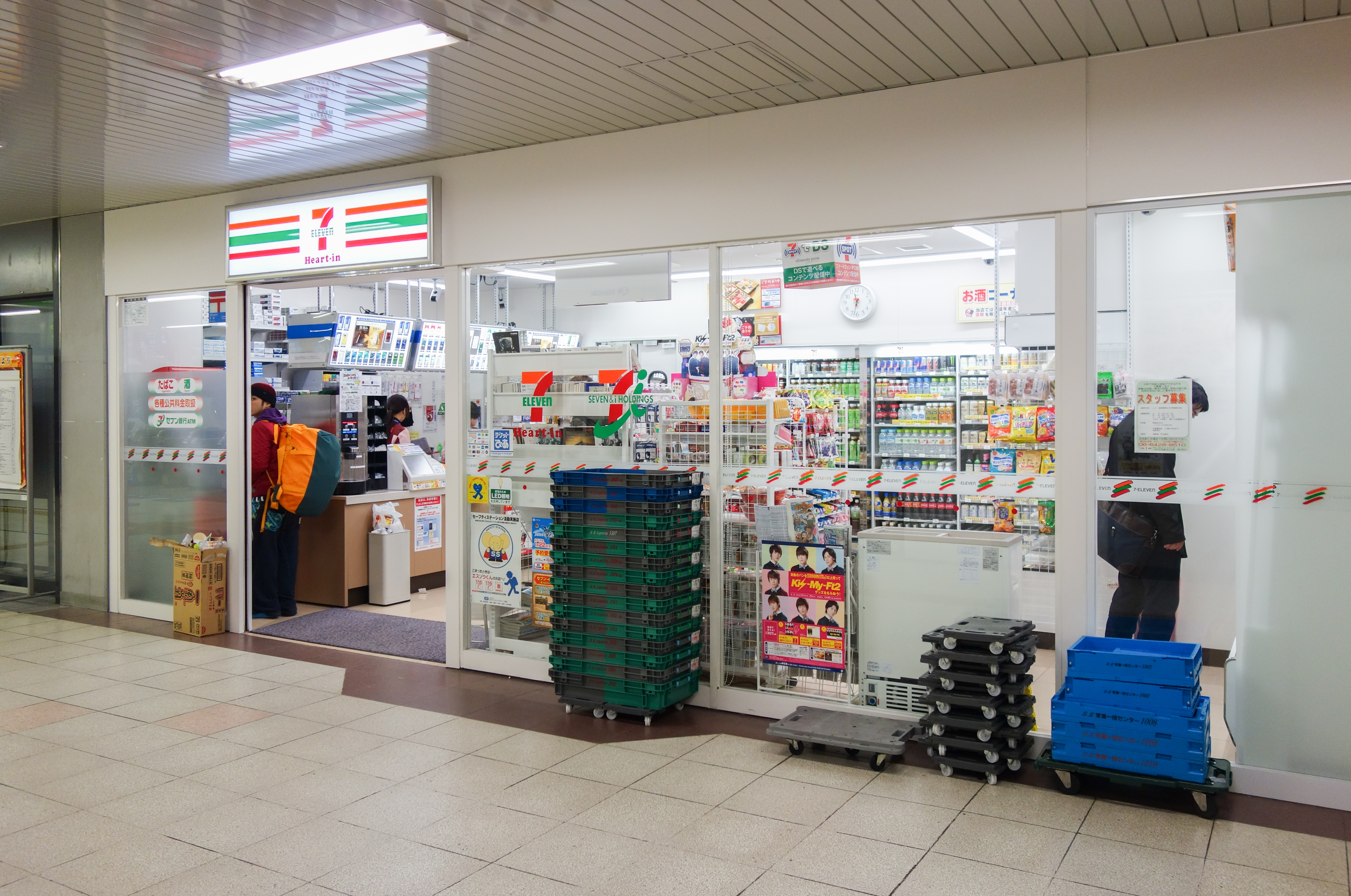
便利店
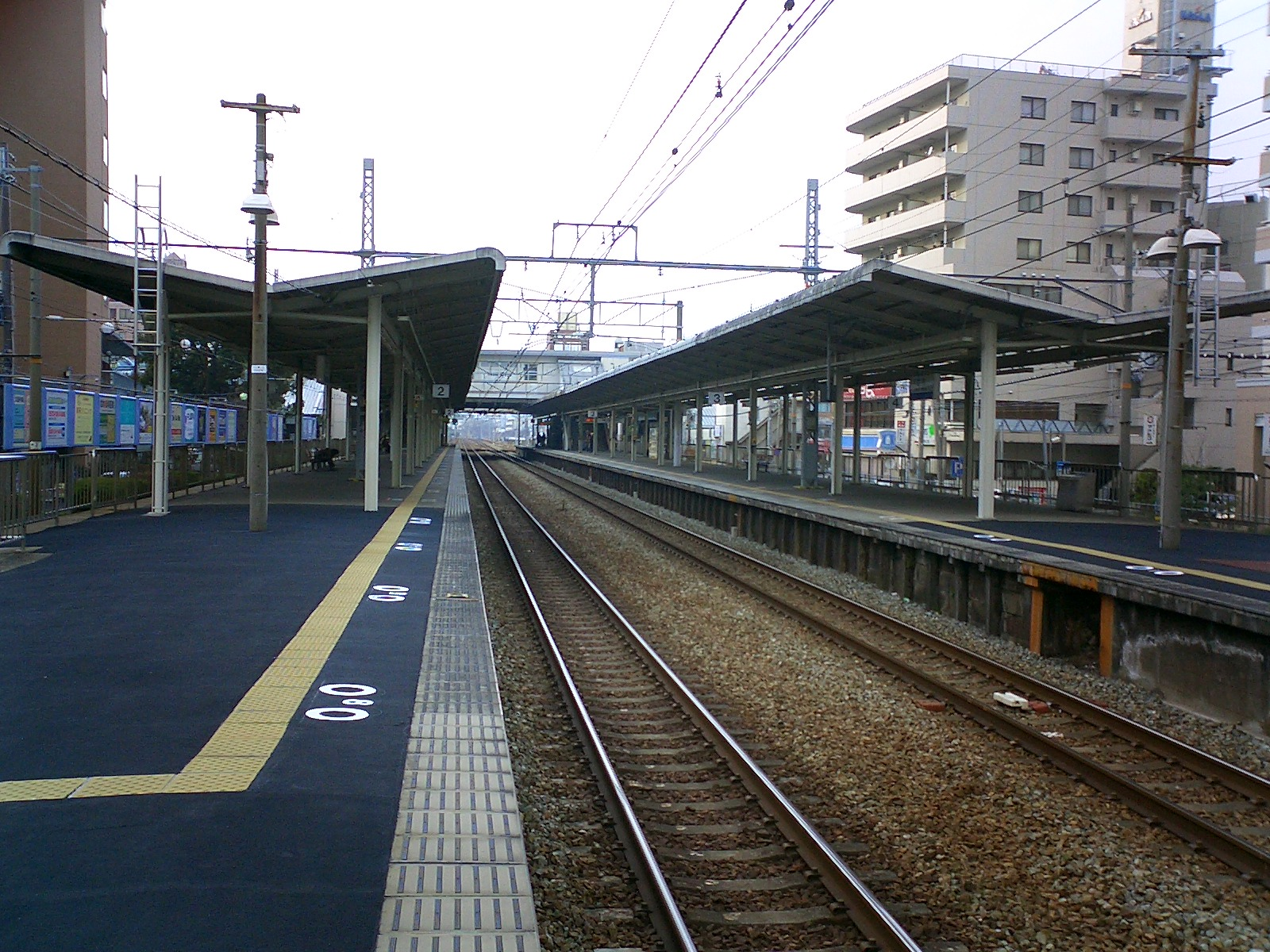
站台
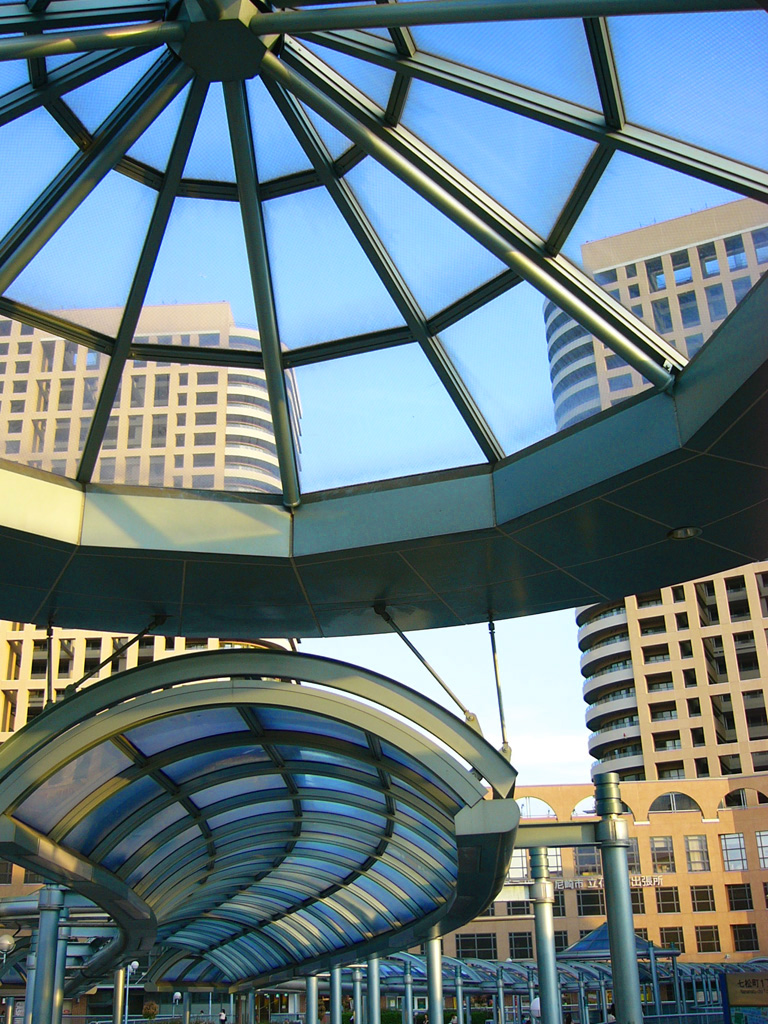
南口外

## 使用情况
2018年度1日平均上車人次為25,008人，在JR西日本車站中排名第36位。
| 年度               | 1日平均上車人次 | 1日平均上車人次 |
| 年度               | 總數            | 定期            |
| ------------------ | --------------- | --------------- |
| 1995年（平成07年） | 28,079          | 17,159          |
| 1996年（平成08年） | 26,339          | 15,707          |
| 1997年（平成09年） | 25,634          | 16,060          |
| 1998年（平成10年） | 25,041          | 15,734          |
| 1999年（平成11年） | 24,687          | 15,381          |
| 2000年（平成12年） | 25,215          | 15,836          |
| 2001年（平成13年） | 25,546          | 16,120          |
| 2002年（平成14年） | 25,544          | 16,263          |
| 2003年（平成15年） | 25,713          | 16,449          |
| 2004年（平成16年） | 25,655          | 16,697          |
| 2005年（平成17年） | 25,653          | 16,947          |
| 2006年（平成18年） | 26,539          | 17,580          |
| 2007年（平成19年） | 26,938          | 17,998          |
| 2008年（平成20年） | 27,065          | 18,208          |
| 2009年（平成21年） | 26,613          | 18,066          |
| 2010年（平成22年） | 26,370          | 18,030          |
| 2011年（平成23年） | 25,942          | 17,735          |
| 2012年（平成24年） | 25,723          | 17,585          |
| 2013年（平成25年） | 25,883          | 17,800          |
| 2014年（平成26年） | 25,218          | 17,425          |
| 2015年（平成27年） | 25,351          | 17,545          |
| 2016年（平成28年） | 25,302          | 17,560          |
| 2017年（平成29年） | 25,250          | 17,604          |
| 2018年（平成30年） | 25,008          |                 |

## 相鄰車站
西日本旅客鐵道（JR西日本）
 東海道本線（JR神戶線）
■新快速、■快速
通过
■普通（包括直通JR東西線、學研都市線的區間快速）
尼崎（JR-A49）－立花（JR-A50）－甲子園口（JR-A51）

## 外部連結
- 立花｜車站資訊：JR出門網 - 西日本旅客鐵道